# Bara (district de Trebišov)
Pour les articles homonymes, voir Bara.
Bara (hongrois : (Kis-/Nagy-)Bári) est un village de Slovaquie situé dans la région de Košice.

## Économie
Le village est l'un des 7 villages slovaques faisant partie de la région viticole Tokay.

## Histoire
Première mention écrite du village en 1296.
La localité fut annexée par la Hongrie après le premier arbitrage de Vienne le 2 novembre 1938. À la libération, la commune a été réintégrée dans la Tchécoslovaquie reconstituée.
Le hameau de Veľká Bara était une commune autonome en 1938. Il comptait 422 habitants en 1938 dont 2 juifs. Elle faisait partie du district de Sátoraljaújhely (hongrois : Sátoraljaújhelyi járás). Le nom de la localité avant la Seconde Guerre mondiale était Veľká Bara/Nagy-Bari. Durant la période 1938 -1945, le nom hongrois Nagybári était d'usage.
Le hameau de Malá Bara était une commune autonome en 1938. Il comptait 185 habitants en 1938 dont 11 juifs. Elle faisait partie du district de Sátoraljaújhely (hongrois : Sátoraljaújhelyi járás). Le nom de la localité avant la Seconde Guerre mondiale était Malá Bara/Kis-Bari. Durant la période 1938 -1945, le nom hongrois Kisbári était d'usage.

## Démographie

### Évolution de la population
| Année:               | 1994. | 2004.   | 2014.    | 2024.    |
| -------------------- | ----- | ------- | -------- | -------- |
| Nombre de personnes: | 348   | 349     | 301      | 267      |
| Différence:          |       | +0,28 % | -13,75 % | -11,29 % |

| Année:               | 2023. | 2024.   |
| -------------------- | ----- | ------- |
| Nombre de personnes: | 271   | 267     |
| Différence:          |       | -1,47 % |